# Vila (zână)

Eroii epici sârbi Prințul Marko și Miloš Obilić și vila Ravijojla

Vila (plural: vile) este o zână din mitologia slavilor sudici asemănătoare cu o nimfă, feminină, frumoasă și cu părul lung și blond. Denumirile sale, după limbă, sunt: în sârbocroată vila, în slovenă vila, în bulgară vila, diva, juda, samovila, samodiva, samojuda, în slavona veche estică. vila, în slovacă víla.
Vila este cunoscută doar slavilor sudici și slovaci. La cehi, vila este un spirit a lemnului (secolul al XV-lea), iar denumirile antice precum Vilice lângă Tábor, Vilov lângă Domažlice și Vilín în apropiere de Sedlčany par să indice că și ea era cunoscută. În Cronica lui Dalimil (3, 53) vila înseamnă „prost” (ca în poloneza veche). În cehă víla pare a fi un cuvânt de împrumut de la slava sudică, din cauza lungimii vocale. În Rusia, vilele sunt menționate în secolul al XI-lea, dar există îndoieli că acestea au fost cu adevărat o parte din folclorul rusesc și nu doar o tradiție literară. Există trăsături comune între vile și rusalki, iar Schneeweis consideră că sunt identice.
Etimologia este neclară. Explicațiile posibile sunt de la verbul viti „a adia” (a bate vântul) și în slavona bisericească: "vârtej de vânt"; sau din sanscrită vāyú- „aer”, în proto-indo-europeană u̯ēi̯o- „vânt”.
La slavii sudici, vilele sunt înfățișate ca femei frumoase, cu păr lung blond. Există trei feluri, cele care trăiesc pe uscat și în păduri (în sârbocroată zagorkinje, pozemne vile), nimfe de apă (în sârbocroată brodarice, povodne vile), și nimfe de nori sau de aer (în sârbocroată vile oblakinje, zračne vile). Ele apar ca lebede, șoimi, cai sau lupi; nimfele de nori apar ca un vârtej. Noaptea, cutreieră norii cu un zgomot teribil de țevi și tobe. Dacă cineva le cheamă devine rigid și se mișcă cu dificultate, este lovit de boală și moare într-un an sau doi.
Acestora le place să călărească cai sau cerbi, să meargă la vânătoare (o paralelă cu zeița Diana), dansează în cerc (în sârbocroată vilino kolo, bulgară : samodivski igriška) și caută dragostea unor oameni puternici, ajutându-i împotriva dușmanilor. Dragostea pentru luptă amintește de Valkirie teutonic și astfel vila este unică în mitologia slavă. Ele au puteri supranaturale și sunt pricepute în arta vindecării. Construiesc castele splendide la marginile norilor. Ele năucesc spiritele bărbaților cu săgețile lor. Fură copiii și îi înlocuiesc cu dubluri. În Slovacia, vilele sunt sufletele neliniștite ale fetelor decedate, care îi atrag pe tineri într-un cerc mortal.
În poezia epică sârbă, fiecare erou are o vila pe care o alege sau este soră de sânge (în sârbocroată posestrima). Cel mai cunoscut în sârbocroată Ravijojla, un nume derivat probabil de la arhanghelul Rafael. Fetele pot avea, de asemenea, vile ca surori de sânge și le pot cere să le sporească frumusețea sau să le apere un iubit îndepărtat.
Vilele sunt de obicei prietenoase cu oamenii, dar pot să se răzbune oribil pe cei care le insultă, pe cei care nu țin cont de poruncile lor sau cei care se apropie neinvitați de dansul lor în cerc. Amabilitatea lor le deosebește de rusalce. Oamenii venerau vilele punând flori, mâncare și băutură în fața peșterilor unde se credea că acestea trăiau.